# Río Susquehanna
El río Susquehanna (en inglés Susquehanna River) es un río de la vertiente Atlántica de los Estados Unidos que nace en el estado de Nueva York, atraviesa el de Pensilvania y desemboca en la bahía Chesapeake, en Maryland. Es uno de los ríos más largos del Este de Estados Unidos, con cerca de 715 km de longitud. Drena una cuenca de 71 225 km². Tiene un importante afluente, el West Susquehanna, que se le une poco antes de la ciudad de Williamsport (Pensilvania).
El 11 de septiembre de 1997 el presidente Bill Clinton designó el curso alto de este río como uno de los catorce que integran el sistema de ríos del patrimonio estadounidense.

## Curso

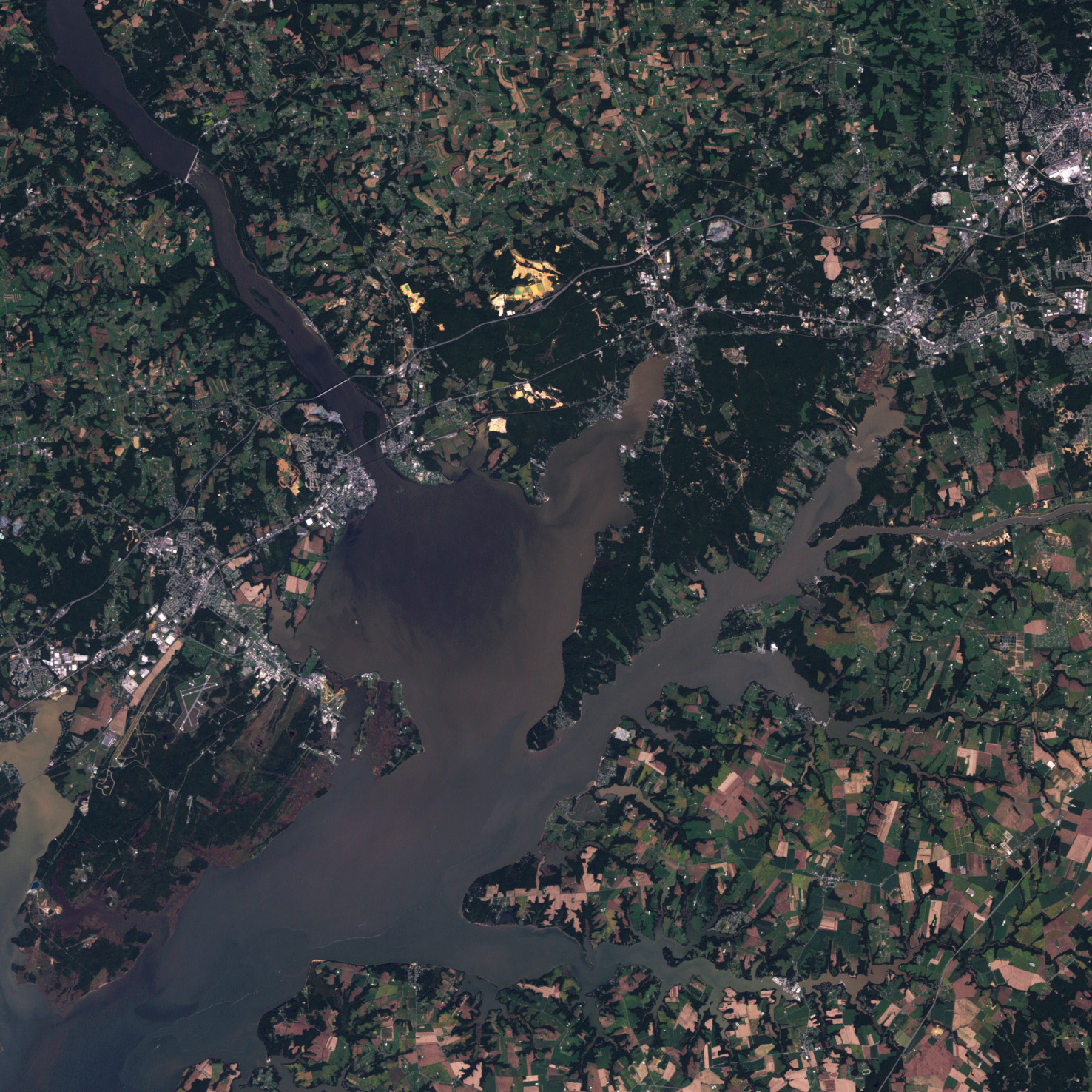
Imagen satelital de la desembocadura del río Susquehanna en la bahía de Chesapeake

El río Susquehanna se origina como emisario del lago Otsego, en el corazón del estado de Nueva York, zigzagueando a través de los montes Apalaches antes de desaguar en el interior de la bahía Chesapeake por el norte. Aunque nunca fue una importante vía fluvial debido a sus obstáculos (como rápidos), su valle fue alguna vez una significativa ruta para el sistema acuífero del río Ohio y después se convirtió en una región de extracción carbonífera.
El Susquehanna es un río que fluye desde la parte sureste del estado de Nueva York hacia la parte central del estado de Pensilvania.

## Historia
Muchos eventos clave en la historia de la llamada Iglesia de Jesucristo de los Santos de los Últimos Días tuvieron lugar en las riberas del río, cerca de Harmony, Pensilvania. Sintiéndose perseguido en Palmyra (estado de Nueva York), Joseph Smith llevó a su esposa a Harmony. Mientras estaba allí, Joseph y Oliver Cowdery continuaron la obra de traducir las llamadas "Planchas de Oro." El 15 de mayo de 1829, mientras Joseph y Oliver traducían, encontraron un pasaje en las Escrituras que se refería al bautismo. Intentando descifrar lo que al respecto veían como enigma en la voluntad de Dios, se apartaron a las riberas del Susquehanna para ponerse a orar.  Según tradición de la citada Iglesia, «recibieron la visita de un ángel, quien se identificó como Juan el Bautista, y les confirió el Sacerdocio Aarónico». Posteriormente, siguiendo lo que ellos creían instrucción expresa del mensajero celestial, se bautizaron mutuamente en las aguas del río.
- Datos: Q27538
- Multimedia: Susquehanna River / Q27538